# Delta (serie televisiva 1992)
Delta  è una serie televisiva statunitense in 17 episodi trasmessi per la prima volta nel corso di una sola stagione dal 1992 al 1993.
È una serie del genere commedia incentrata sulle vicende di Delta Bishop (interpretata da Delta Burke) una donna che lavora in un bar di Nashville e che intende lasciarsi la sua vecchia vita alle spalle per seguire il suo sogno: diventare una cantante country.

## Personaggi e interpreti
- Delta Bishop (17 episodi, 1992-1993), interpretata da	Delta Burke.
È la protagonista della serie, un'aspirante cantautrice country da poco arrivata a Nashville.
- Darden Towe (17 episodi, 1992-1993), interpretato da	Earl Holliman.
È il proprietario del Green Lantern, il bar dove lavora Delta.
- Thelma Wainwright (17 episodi, 1992-1993), interpretata da	Beth Grant.
- Connie Morris (17 episodi, 1992-1993), interpretata da	Nancy Giles.
- Buck Overton (17 episodi, 1992-1993), interpretato da	Bill Engvall.
- Lavonne Overton (17 episodi, 1992-1993), interpretata da	Gigi Rice.
È la cugina di Delta, la ospita a casa sua a Nashville.
- Sandy Scott (6 episodi, 1993), interpretata da	Joe Urla.
È la madre e l'agente di Delta.
- Cliente (5 episodi, 1992-1993), interpretato da	David Powledge.
- Charlie Bishop (3 episodi, 1992-1993), interpretato da	Kevin Scannell.
- Deke (3 episodi, 1992), interpretato da	Jeff Doucette.
- Rosiland Dupree (3 episodi, 1993), interpretata da	Elizabeth Wilson.
- Mr. Boone (2 episodi, 1992), interpretato da	O'Neal Compton.

## Produzione
La serie, ideata da Miriam Trogdon, fu prodotta da Perseverance Inc., Bungalow 78 Productions e Universal TV e girata negli studios della Universal a Universal City in California. Le musiche furono composte da J.A.C. Redford. Lo spettacolo valse una candidatura al Golden Globe per il miglior attore non protagonista in una serie a Earl Holliman. Il tema musicale della serie è Climb That Mountain High di Reba McEntire che apparve nell'album del 1990 Rumor Has It.

### Registi
Tra i registi della serie sono accreditati:
- Andy Cadiff (12 episodi, 1992-1993)
- James Widdoes (5 episodi, 1993)

## Distribuzione
La serie fu trasmessa negli Stati Uniti dal 15 settembre 1992 al 25 agosto 1993 sulla rete televisiva ABC. In Italia è stata trasmessa con il titolo Delta.

## Episodi
| Stagione       | Episodi | Prima TV USA |
| -------------- | ------- | ------------ |
| Prima stagione | 17      | 1992-1993    |